# Poulain (trimaran)
Idec à partir de 2003
Pour les articles homonymes, voir Poulain (homonymie).
Ne pas confondre avec le trimaran Idec lancé en 2007
Poulain est un trimaran qui a marqué la course à la voile par ses performances et sa longévité. Au gré des différents sponsors il s'est appelé successivement Un autre regard, Charal, Lyonnaise des eaux-Dumez, Sport-Elec, Idec. Son architecture a aussi beaucoup évolué pour correspondre aux différents besoins du moment. Il a navigué en solitaire ou en équipage, le plus souvent sous le commandement d'Olivier de Kersauson.

## Poulain
Il s'agit de la première version de ce bateau, dessiné par le cabinet Van Peteghem Lauriot-Prévost (VPLP design). Il est construit en 1986 pour Olivier de Kersauson, par le chantier CDK Technologies à Port-la-Forêt et il est baptisé le 21 mai 1986. Ses caractéristiques sont les suivantes :
- longueur : 23 m
- largeur : 16,20 m
- voilure : 295 m2
- hauteur du mât : 32 m
- déplacement : 12 t.

Courses disputées : 
- Route du Rhum 1986 : abandon
- Open UAP (Tour de l'Europe) 1987 : second
- La Baule – Dakar 1988 : 4e.

Poulain est un fabricant de chocolat. En 1988 cette société cesse de sponsoriser le navire qui devient Un autre regard.

## Un autre regard
Le 3 mai 1989, Olivier de Kersauson bat le record du tour du monde en solitaire qu'il réalise en 125 jours, 19 heures, 32 minutes et 33 secondes de mer.

## Charal
Afin de participer au Trophée Jules-Verne, Olivier de Kersauson fait construire, en 1992 Charal à partir de différents morceaux de Poulain. De ce dernier, il garde les bras de liaisons et une partie de la coque centrale.
Mais Charal échoue dans sa tentative après une collision avec un growler.
- Longueur : 27 m
- Largeur : 16,35 m
- Voilure : 340 m2
- Hauteur du mât : 32 m
- Déplacement : 16 t

Le sponsor, Charal, est une société exerçant ses activités dans l'alimentaire.

## Lyonnaise des eaux-Dumez
Le bateau change de nom et subit quelques modifications, toujours en vue du Trophée Jules-Verne. En 1993 les flotteurs sont changés, ainsi le gréement dormant et le mât en 1994.
- Longueur : 27 m
- Largeur : 16,35 m
- Voilure : 340 m2
- Hauteur du mât : 33 m
- Déplacement : 14,5 t

Olivier de Kersauson et son équipage s'élancent pour le Trophée Jules Verne en 1994. Ils améliorent le temps, mais ne font pas aussi bien que Peter Blake et Enza New Zealand. Cependant durant ce tour du monde Lyonnaise des eaux-Dumez parvient à conquérir le record du monde de distance en 24 heures : 520,9 milles.
La Lyonnaise des Eaux est une société spécialisée dans le traitement de l'eau.

## Sport-Elec
En 1996, toujours dans l'optique du Trophée Jules-Verne, les gréements dormant et courant sont changés ainsi que la voilure.
- Architectes : Marc Van Peteghem / Vincent Lauriot-Prévost
- Type : Trimaran
- Chantier : CDK Technologies
- Mise à l'eau : 1986
- Longueur : 27,30 m
- Largeur : 16,35 m
- Voilure : 340 m2
- Hauteur du mât : 33 m
- Déplacement : 14 t
- Équipiers : 6

Le 19 mai 1997 Olivier de Kersauson et son équipage (Didier Gainette, Hervé Jan, Michel Bothuon, Yves Pouillaude, Thomas Coville et Marc le Fur ; routeur : Bob Rice) remportent le Trophée Jules Verne sur Sport Elec, avec un temps de 71 jours, 14 heures, 22 min et 8 secondes à une vitesse moyenne de 12,66 nœuds. Bruno Peyron leur ravira ce trophée en 2002.

## Idec

### Historique
En 2003, Francis Joyon prend les commandes de ce navire. Il le modifie légèrement pour l'adapter aux spécificités de la navigation en solitaire.
En 2004 il devient le premier navire mené par un homme seul à effectuer le tour du monde en moins de 80 jours : 72 jours, 22 heures, 54 minutes, 22 secondes).
En 2005, la paire Joyon-Idec s'élance de New York et s'offre le Record de la traversée de l'Atlantique Nord à la voile en 6 jours, 4 heures, 1 minute et 37 secondes. Au passage il améliore le record des 24 heures avec 543 milles.
Mais, dans la nuit suivant ce record, Francis Joyon s'échoue, sous pilote automatique, sur les rochers de la pointe de Penmarc'h. Le bateau est entièrement détruit.
Par la suite Francis Joyon fait construire un nouveau trimaran Idec en 2007.

### Descriptif
- Longueur : 27,20 mètres
- Largeur : 16,35 mètres
- Surface de voilure : 340 m2
- Tirant d'air : 33 mètres
- Tirant d'eau : 4,50 mètres
- Déplacement : 14 tonnes

### Skipper
- Francis Joyon

### Palmarès
- 2005 : Record de la traversée de l'Atlantique Nord à la voile en solitaire (New York – cap Lizard) : 6 jours, 4 heures, 1 minute et 37 secondes.
- 2005 : Record de distance à la voile en 24 heures en solitaire : 542,7 milles?
- 2004 : Record en solitaire sur la Route de la découverte entre Cadix et San Salvador en 11 j 3 h 17 min 20 s.
- 2004 : Record du tour du monde à la voile en solitaire en 72 j 22 h 54 min 22 s.